# Richtersia staresensis
Richtersia staresensis is een rondwormensoort uit de familie van de Selachinematidae. De wetenschappelijke naam van de soort is voor het eerst geldig gepubliceerd in 1987 door Soetaert & Vincx.